# Liste des édifices religieux de Toulouse
La liste des édifices religieux de Toulouse recense les lieux de culte situés dans la ville de Toulouse, en France.

## Christianisme

### Cultecatholique
Toutes sont situées dans le diocèse de Toulouse.

#### Églises
| Nom                                     | Adresse                                   | Coordonnées                      | Notice         | Protection            | Date                                       | Illustration                            |
| --------------------------------------- | ----------------------------------------- | -------------------------------- | -------------- | --------------------- | ------------------------------------------ | --------------------------------------- |
| Basilique Notre-Dame de la Daurade      | 1-2 place de la Daurade                   | 43° 36′ 03″ nord, 1° 26′ 23″ est | « PA00094519 » | Classé MH             | 1963                                       | Basilique Notre-Dame de la Daurade      |
| Basilique Saint-Sernin                  | 7 place Saint-Sernin                      | 43° 36′ 31″ nord, 1° 26′ 32″ est | « PA00094524 » | Classé MH             | 1840                                       | Basilique Saint-Sernin                  |
| Cathédrale Saint-Étienne                | Place Saint-Étienne                       | 43° 36′ 00″ nord, 1° 27′ 01″ est | « PA00094498 » | Classé MH             | 1862                                       | Cathédrale Saint-Étienne                |
| Église du Christ-Roi                    | 26 rue de l'Aude                          | 43° 35′ 01″ nord, 1° 28′ 58″ est |                |                       |                                            | Image manquante Téléverser              |
| Église de l'Immaculée Conception        | 1 place du Chanoine-Philippe-Ravary       | 43° 37′ 07″ nord, 1° 27′ 30″ est | « IA31129198 » |                       |                                            | Église de l'Immaculée Conception        |
| Église Notre-Dame-de-l'Assomption       | 23 rue Larade                             | 43° 37′ 42″ nord, 1° 25′ 52″ est |                |                       |                                            | Église Notre-Dame-de-l'Assomption       |
| Église Notre-Dame de Bellefontaine      | 1 impasse François-Foulquier              | 43° 33′ 55″ nord, 1° 24′ 05″ est |                |                       |                                            | Église Notre-Dame de Bellefontaine      |
| Église Notre-Dame de la Dalbade         | 34 rue de la Dalbade                      | 43° 35′ 51″ nord, 1° 26′ 33″ est | « PA00094518 » | Classé MH; Inscrit MH | 1886 (façade) ; 1925 (église)              | Église Notre-Dame de la Dalbade         |
| Église Notre-Dame-de-l'Espérance        | 113 rue Bonnat                            | 43° 34′ 51″ nord, 1° 27′ 28″ est |                |                       |                                            | Image manquante Téléverser              |
| Église Notre-Dame-de-Lourdes            | 1 allée Frédéric-Mistral                  | 43° 35′ 27″ nord, 1° 27′ 14″ est |                |                       |                                            | Église Notre-Dame-de-Lourdes            |
| Église Notre-Dame-de-la-Nativité        | place du Huit-Mai-1945                    | 43° 33′ 51″ nord, 1° 24′ 30″ est |                |                       |                                            | Église Notre-Dame-de-la-Nativité        |
| Église Notre-Dame-du-Rosaire            | 1 impasse Henri-Lacordaire                | 43° 34′ 02″ nord, 1° 27′ 45″ est | « PA31000081 » | Inscrit MH            | 2007                                       | Image manquante Téléverser              |
| Église Notre-Dame du Taur               | 12 bis rue du Taur                        | 43° 36′ 20″ nord, 1° 26′ 34″ est | « PA00094521 » | Classé MH             | 1840                                       | Église Notre-Dame du Taur               |
| Église du Sacré-Cœur                    | 2 place de la Patte-d'Oie                 | 43° 35′ 50″ nord, 1° 25′ 24″ est | « IA31104989 » |                       |                                            | Église du Sacré-Cœur                    |
| Église Saint-André                      | 70 chemin Michoun                         | 43° 37′ 33″ nord, 1° 28′ 04″ est |                |                       |                                            | Église Saint-André                      |
| Église Saint-Aubin                      | 45 rue Pierre-Paul-Riquet                 | 43° 36′ 13″ nord, 1° 27′ 20″ est |                |                       |                                            | Église Saint-Aubin                      |
| Église Saint-Caprais                    | 124 route d'Albi                          | 43° 38′ 10″ nord, 1° 27′ 53″ est |                |                       |                                            | Église Saint-Caprais                    |
| Église du Saint-Esprit                  | 2 rue de Saintonge                        | 43° 34′ 54″ nord, 1° 24′ 47″ est |                |                       |                                            | Église du Saint-Esprit                  |
| Église Saint-Étienne de Montaudran      | 45 chemin de l'Église-de-Montaudran       | 43° 34′ 35″ nord, 1° 29′ 35″ est | « IA31126959 » |                       |                                            | Église Saint-Étienne de Montaudran      |
| Église Saint-Exupère                    | 33-35 allées Jules-Guesde                 | 43° 35′ 37″ nord, 1° 26′ 56″ est | « PA00094511 » | Classé MH; Inscrit MH | 1974 (église) ; 1974 (façades et toitures) | Église Saint-Exupère                    |
| Église Saint-François-d'Assise          | 106 bis avenue Camille-Pujol              | 43° 36′ 01″ nord, 1° 28′ 01″ est |                |                       |                                            | Image manquante Téléverser              |
| Église Saint-François-de-Paule          | 22 rue du Général-Bourbaki                | 43° 37′ 05″ nord, 1° 26′ 10″ est |                |                       |                                            | Église Saint-François-de-Paule          |
| Église Saint-François-Xavier            | 157 avenue de Muret                       | 43° 35′ 09″ nord, 1° 25′ 44″ est |                |                       |                                            | Image manquante Téléverser              |
| Église Saint-Jean-Baptiste              | 62 route de Blagnac                       | 43° 36′ 51″ nord, 1° 24′ 45″ est |                |                       |                                            | Église Saint-Jean-Baptiste              |
| Église Saint-Jean-Marie-Vianney         | 15 rue des Chamois                        | 43° 38′ 22″ nord, 1° 26′ 30″ est |                |                       |                                            | Image manquante Téléverser              |
| Église Saint-Jérôme                     | 2 bis rue du Lieutenant-Colonel-Pélissier | 43° 36′ 11″ nord, 1° 26′ 47″ est | « PA00094500 » | Classé MH             | 1980                                       | Église Saint-Jérôme                     |
| Église Saint-Joseph                     | 40 avenue Antoine-de-Saint-Exupéry        | 43° 35′ 10″ nord, 1° 27′ 50″ est |                |                       |                                            | Image manquante Téléverser              |
| Église Saint-Marc                       | avenue de Rangueil                        | 43° 34′ 26″ nord, 1° 27′ 27″ est |                |                       |                                            | Église Saint-Marc                       |
| Église Saint-Martin                     | 1 impasse du Docteur-Joseph-Laurent       | 43° 36′ 33″ nord, 1° 22′ 55″ est |                |                       |                                            | Église Saint-Martin                     |
| Église Saint-Michel                     | 207 avenue de Lardenne                    | 43° 35′ 27″ nord, 1° 23′ 04″ est |                |                       |                                            | Église Saint-Michel                     |
| Église Saint-Nicolas                    | 36 grande-rue Saint-Nicolas               | 43° 35′ 57″ nord, 1° 26′ 03″ est | « PA00094522 » | Classé MH             | 1986                                       | Église Saint-Nicolas                    |
| Église Saint-Paul                       | 37 rue des Amidonniers                    | 43° 36′ 22″ nord, 1° 25′ 34″ est | « PA00094684 » | Inscrit MH            | 1991                                       | Église Saint-Paul                       |
| Église Saint-Paul-des-Nations           | 3 rue de Kyiv                             | 43° 39′ 25″ nord, 1° 24′ 12″ est |                |                       |                                            | Église Saint-Paul-des-Nations           |
| Église Saint-Pierre-des-Chartreux       | 21 rue Valade                             | 43° 36′ 16″ nord, 1° 26′ 12″ est | « PA00094503 » | Classé MH             | 1956                                       | Église Saint-Pierre-des-Chartreux       |
| Église Saint-Sauveur                    | 97 bis rue Edmond-Rostand                 | 43° 38′ 39″ nord, 1° 27′ 11″ est |                |                       |                                            | Église Saint-Sauveur                    |
| Église Saint-Simon                      | 2 rue Réguelongue                         | 43° 33′ 25″ nord, 1° 22′ 52″ est |                |                       |                                            | Église Saint-Simon                      |
| Église Saint-Sylve                      | rue Honoré-Reille                         | 43° 36′ 38″ nord, 1° 27′ 35″ est |                |                       |                                            | Église Saint-Sylve                      |
| Église Saint-Thomas-d'Aquin             | 2 allée Maurice-Prin                      | 43° 36′ 14″ nord, 1° 26′ 24″ est | « PA00094512 » | Classé MH             | 1840                                       | Église Saint-Thomas-d'Aquin             |
| Église Saint-Vincent-de-Paul            | 56 chemin de Heredia                      | 43° 36′ 50″ nord, 1° 28′ 31″ est |                |                       |                                            | Église Saint-Vincent-de-Paul            |
| Église Sainte-Claire                    | 206 avenue Raymond-Naves                  | 43° 35′ 41″ nord, 1° 29′ 09″ est |                |                       |                                            | Image manquante Téléverser              |
| Église Sainte-Germaine                  | 59 avenue de l'URSS                       | 43° 33′ 40″ nord, 1° 27′ 11″ est |                |                       |                                            | Église Sainte-Germaine                  |
| Église Sainte-Germaine des Pradettes    | 4 chemin des Pradettes                    | 43° 34′ 42″ nord, 1° 23′ 26″ est |                |                       |                                            | Image manquante Téléverser              |
| Église Sainte-Madeleine de Lalande      | 2 place de l'Église-de-Lalande            | 43° 38′ 46″ nord, 1° 25′ 47″ est |                |                       |                                            | Église Sainte-Madeleine de Lalande      |
| Église Sainte-Madeleine de Pouvourville | 38 rue de Fondeville                      | 43° 32′ 55″ nord, 1° 27′ 15″ est | « IA31124158 » |                       |                                            | Église Sainte-Madeleine de Pouvourville |
| Église Sainte-Marguerite                | 105 avenue des Arènes-Romaines            | 43° 36′ 53″ nord, 1° 23′ 48″ est |                |                       |                                            | Église Sainte-Marguerite                |
| Église Sainte-Marie-des-Anges           | 36 boulevard des Récollets                | 43° 35′ 02″ nord, 1° 26′ 43″ est | « PA00094516 » | Inscrit MH            | 1956                                       | Église Sainte-Marie-des-Anges           |
| Église Sainte-Thérèse-de-l'Enfant-Jésus | 12 rue Belle-Paule                        | 43° 35′ 45″ nord, 1° 28′ 17″ est |                |                       |                                            | Église Sainte-Thérèse-de-l'Enfant-Jésus |
| Église de la Trinité                    | 290 route de Seysses                      | 43° 34′ 22″ nord, 1° 25′ 09″ est |                |                       |                                            | Église de la Trinité                    |

##### Églises déconsacrées
| Église                           | Adresse                                                                                     | Coordonnées                      | Notice                                | Protection | Date                  | Illustration                     |
| -------------------------------- | ------------------------------------------------------------------------------------------- | -------------------------------- | ------------------------------------- | ---------- | --------------------- | -------------------------------- |
| Église des Augustins             | rue d'Alsace-Lorraine                                                                       | 43° 36′ 04″ nord, 1° 26′ 47″ est |                                       |            |                       | Église des Augustins             |
| Église des Cordeliers            | Rue du Collège-de-Foix                                                                      | 43° 36′ 20″ nord, 1° 26′ 26″ est | « PA00094517 »                        | Classé MH  | 1862                  | Église des Cordeliers            |
| Église du Gesù                   | 22 bis rue des Fleurs                                                                       | 43° 35′ 41″ nord, 1° 26′ 48″ est | « PA00132670 »                        | Inscrit MH | 1994                  | Église du Gesù                   |
| Église Notre-Dame-des-Grâces     | allées Jean-Jaurès. Groupe immobilier Kaufman et Broad et une agence de la Caisse d'Epargne | 43° 36′ 24″ nord, 1° 26′ 58″ est | Style néo-roman d’inspiration toscane |            | Désacralisée en 2011. | Église Notre-Dame-des-Grâces     |
| Église Saint-Christophe          | 23 avenue Alain-Gerbault                                                                    | 43° 35′ 23″ nord, 1° 25′ 05″ est |                                       |            |                       | Image manquante Téléverser       |
| Église Saint-Pierre-des-Cuisines | 12 place Saint-Pierre                                                                       | 43° 36′ 15″ nord, 1° 26′ 08″ est | « PA00094523 »                        | Classé MH  | 1977                  | Église Saint-Pierre-des-Cuisines |

#### Chapelles
| Église                                       | Commune  | Adresse                  | Coordonnées                      | Notice         | Protection | Date | Illustration                    |
| -------------------------------------------- | -------- | ------------------------ | -------------------------------- | -------------- | ---------- | ---- | ------------------------------- |
| Maison Seilhan                               | Toulouse | 8 place du Parlement     | 43° 35′ 38″ nord, 1° 26′ 38″ est |                |            |      | Maison Seilhan                  |
| Chapelle Saint-Jean-Baptiste                 | Toulouse | 7 rue Antonin-Mercié     | 43° 36′ 05″ nord, 1° 26′ 45″ est |                |            |      | Chapelle Saint-Jean-Baptiste    |
| Chapelle Notre-Dame-de-Nazareth              | Toulouse | 6 rue Philippe-Féral     | 43° 35′ 46″ nord, 1° 26′ 46″ est | « PA00094499 » | Inscrit MH | 1974 | Chapelle Notre-Dame-de-Nazareth |
| Chapelle Saint-Roch-du-Férétra               | Toulouse | 1 bis place Saint-Roch   | 43° 34′ 56″ nord, 1° 26′ 38″ est | « PA00094502 » | Inscrit MH | 1979 | Chapelle Saint-Roch-du-Férétra  |
| Chapelle de l'hôpital Marchant               | Toulouse | 134 route d'Espagne      | 43° 33′ 35″ nord, 1° 25′ 19″ est |                |            |      | Chapelle de l'hôpital Marchant  |
| Chapelle Notre-Dame                          | Toulouse | 26 rue Sainte-Catherine  | 43° 35′ 26″ nord, 1° 26′ 51″ est |                |            |      | Chapelle Notre-Dame             |
| Chapelle du lycée privé Émilie de Rodat      | Toulouse | 25 avenue de Lombez      | 43° 35′ 45″ nord, 1° 25′ 16″ est |                |            |      | Image manquante Téléverser      |
| Chapelle Sainte-Anne                         | Toulouse | 15 rue Sainte-Anne       | 43° 35′ 57″ nord, 1° 27′ 02″ est |                |            |      | Image manquante Téléverser      |
| Chapelle Sainte-Marie                        | Toulouse | 34 avenue de Casselardit | 43° 36′ 21″ nord, 1° 24′ 28″ est |                |            |      | Image manquante Téléverser      |
| Chapelle Saint-Hilaire                       | Toulouse | 19 bis rue Saint-Hilaire | 43° 36′ 51″ nord, 1° 26′ 37″ est |                |            |      | Image manquante Téléverser      |
| Chapelle Saint-Luc                           | Toulouse | 118 rue de Négreneys     | 43° 37′ 22″ nord, 1° 26′ 33″ est |                |            |      | Image manquante Téléverser      |
| Chapelle du couvent des Capucins             | Toulouse | 2 rue d'Aquitaine        | 43° 37′ 07″ nord, 1° 26′ 41″ est |                |            |      | Image manquante Téléverser      |
| Chapelle                                     | Toulouse | rue Joly                 | à géolocaliser                   |                |            |      | Image manquante Téléverser      |
| Chapelle des Frères de l'École chrétienne    | Toulouse | 12 chemin de Duroux      | 43° 35′ 43″ nord, 1° 28′ 41″ est |                |            |      | Image manquante Téléverser      |
| Chapelle Saint-Cyprien                       | Toulouse | 9 rue des Teinturiers    | à géolocaliser                   |                |            |      | Image manquante Téléverser      |
| Chapelle du lycée Sainte-Marie de Nevers     | Toulouse | 10 rue de Périgord       | 43° 36′ 26″ nord, 1° 26′ 36″ est |                |            |      | Image manquante Téléverser      |
| Chapelle du lycée Sainte-Marie-des-Champs    | Toulouse | avenue Jean-Rieux        | à géolocaliser                   |                |            |      | Image manquante Téléverser      |
| Chapelle maison de retraite                  | Toulouse | 130 avenue Jean-Rieux    | 43° 35′ 34″ nord, 1° 27′ 56″ est |                |            |      | Image manquante Téléverser      |
| Chapelle                                     | Toulouse | 4 rue Furgole            | 43° 35′ 41″ nord, 1° 26′ 52″ est |                |            |      | Image manquante Téléverser      |
| Chapelle Saint-Antoine-du-Salin              | Toulouse | 20 rue Pharaon           | 43° 35′ 45″ nord, 1° 26′ 40″ est |                |            |      | Chapelle Saint-Antoine-du-Salin |
| Chapelle de la Visitation                    | Toulouse | rue de la Dalbade        | à géolocaliser                   |                |            |      | Image manquante Téléverser      |
| Chapelle du centre paroissial (La Juncasse). | Toulouse | 80 rue Louis Plana       | 43° 36′ 52″ nord, 1° 28′ 33″ est |                |            |      | Image manquante Téléverser      |
| Chapelle du couvent des Carmes.              | Toulouse | 33 avenue Jean Rieux     | 43° 35′ 53″ nord, 1° 27′ 39″ est |                |            |      | Image manquante Téléverser      |
| Chapelle EHPAD Caroline Baron                | Toulouse | 51 avenue Jean Rieux     | 43° 35′ 49″ nord, 1° 27′ 43″ est |                |            |      | Image manquante Téléverser      |
| Chapelle Château de Candie                   | Toulouse | chemin de la Saudrune    | 43° 32′ 37″ nord, 1° 23′ 31″ est |                |            |      | Image manquante Téléverser      |
| Chapelle du cimetière Saint-Martin           | Toulouse | chemin de la Crabe       | 43° 36′ 40″ nord, 1° 22′ 31″ est |                |            |      | Image manquante Téléverser      |

##### Chapelles déconsacrées
| Église                                                           | Commune  | Adresse                  | Coordonnées                      | Notice                       | Protection | Date                                                              | Illustration |
| ---------------------------------------------------------------- | -------- | ------------------------ | -------------------------------- | ---------------------------- | ---------- | ----------------------------------------------------------------- | --- |
| Chapelle des Carmélites                                          | Toulouse | 1 rue de Périgord        | 43° 36′ 27″ nord, 1° 26′ 36″ est | « PA00094635 »               | Classé MH  | 1909                                                              | Chapelle des Carmélites                                                                                               |
| Chapelle Notre-Dame de la Pitié du couvent des Augustin          | Toulouse | rue de Metz              | 43° 36′ 04″ nord, 1° 26′ 47″ est |                              |            |                                                                   | Chapelle Notre-Dame de la Pitié du couvent des Augustinhttps://www.augustins.org/documents/10180/15622561/gnot02s.pdf |
| Chapelle Notre-Dame-des-Victoires de Matabiau                    | Toulouse | 7 bis rue de Belfort     | 43° 36′ 31″ nord, 1° 27′ 03″ est |                              |            | Désacralisée en 1999. Reconvertie en "Bibliothèque du Castelet",. | Chapelle Notre-Dame-des-Victoires de Matabiau                                                                         |
| Chapelle des Bénédictines                                        | Toulouse | 1 place Saint-Sernin     | 43° 36′ 29″ nord, 1° 26′ 25″ est |                              |            |                                                                   | Image manquante Téléverser                                                                                            |
| Chapelle Jeanne-d'Arc                                            | Toulouse | 36 rue Danielle-Casanova | 43° 36′ 50″ nord, 1° 26′ 14″ est | Association l'Atelier idéal, |            |                                                                   | Image manquante Téléverser                                                                                            |
| Chapelle Hôtel-Dieu Saint-Jacques                                | Toulouse | 2 rue Charles Viguerie   | 43° 35′ 59″ nord, 1° 26′ 13″ est |                              |            |                                                                   | Image manquante Téléverser                                                                                            |
| Chapelle du petit Séminaire de l'Esquile, actuelle bibliothèque. | Toulouse | 69 rue Taur              | 43° 36′ 26″ nord, 1° 26′ 32″ est |                              |            |                                                                   | Image manquante Téléverser                                                                                            |

##### Chapelles disparues
| Église                       | Adresse                  | Coordonnées                      | Notice         | Protection | Date | Illustration                 |
| ---------------------------- | ------------------------ | -------------------------------- | -------------- | ---------- | ---- | ---------------------------- |
| Chapelle Notre-Dame de Rieux | 7 rue du Collège-de-Foix | 43° 36′ 20″ nord, 1° 26′ 29″ est | « PA00132945 » | Classé MH  | 1994 | Chapelle Notre-Dame de Rieux |
| Chapelle des Pénitents noirs | 43 rue Saint-Jérôme      | 43° 36′ 13″ nord, 1° 26′ 51″ est | « PA00094501 » | Inscrit MH | 1961 | Chapelle des Pénitents noirs |

### Culteprotestant
| Église                                                    | Commune  | Adresse                             | Coordonnées                      | Notice         | Protection | Date | Illustration               |
| --------------------------------------------------------- | -------- | ----------------------------------- | -------------------------------- | -------------- | ---------- | ---- | -------------------------- |
| Temple de l'église réformée de France de la Côte Pavée    | Toulouse | 51 chemin de Lafilaire              | 43° 35′ 45″ nord, 1° 28′ 17″ est |                |            |      | Image manquante Téléverser |
| Temple dit le vieux temple de Toulouse                    | Toulouse | 70 rue Pargaminières                | 43° 36′ 17″ nord, 1° 26′ 28″ est |                |            |      | Image manquante Téléverser |
| Église néo-apostolique de Toulouse                        | Toulouse | 60 chemin du Chapitre               | à géolocaliser                   |                |            |      | Image manquante Téléverser |
| Église évangélique apostolique de Toulouse                | Toulouse | 27 rue Jules-Tellier                | à géolocaliser                   |                |            |      | Image manquante Téléverser |
| Église évangélique pentecôtiste de Toulouse               | Toulouse | 4 avenue Frédéric-Estèbe            | à géolocaliser                   |                |            |      | Image manquante Téléverser |
| Église évangélique baptiste de Toulouse                   | Toulouse | chemin du Raisin                    | à géolocaliser                   |                |            |      | Image manquante Téléverser |
| Église adventiste du Septième Jour de Toulouse            | Toulouse | 230 avenue Antoine-de-Saint-Exupéry | à géolocaliser                   |                |            |      | Image manquante Téléverser |
| Centre évangélique de Toulouse                            | Toulouse | 42 chemin des Pradettes             | à géolocaliser                   |                |            |      | Image manquante Téléverser |
| Église évangélique de Toulouse-Ouest                      | Toulouse | 8 rue Edmond-Haraucourt             | à géolocaliser                   |                |            |      | Image manquante Téléverser |
| Armée du Salut de Toulouse                                | Toulouse | 111 rue de Négreneys                | à géolocaliser                   |                |            |      | Image manquante Téléverser |
| Église évangélique chrétienne de Toulouse                 | Toulouse | 30 rue Adrien-Legendre              | à géolocaliser                   |                |            |      | Image manquante Téléverser |
| Église réformée évangélique de Toulouse                   | Toulouse | 24 rue du Sergent-Vigné             | à géolocaliser                   |                |            |      | Image manquante Téléverser |
| Église protestante évangélique de Toulouse                | Toulouse | 101 rue Bonnat                      | à géolocaliser                   |                |            |      | Image manquante Téléverser |
| Église évangélique la Sainteté de Dieu                    | Toulouse | 2 rue de Tananarive                 | à géolocaliser                   |                |            |      | Image manquante Téléverser |
| Église évangélique de Toulouse Est                        | Toulouse | 25 chemin de Hérédia                | à géolocaliser                   |                |            |      | Image manquante Téléverser |
| Église évangélique de Toulouse Saint-Agne                 | Toulouse | 11 rue Saint-Guilhem                | à géolocaliser                   |                |            |      | Image manquante Téléverser |
| Église évangélique libre de Toulouse                      | Toulouse | 12 rue Claude-Perrault              | à géolocaliser                   |                |            |      | Image manquante Téléverser |
| Église protestante évangélique internationale de Toulouse | Toulouse | 33 route de Bayonne                 | 4° 21′ 39″ nord, 1° 23′ 37″ est  |                |            |      | Image manquante Téléverser |
| Temple du Salin                                           | Toulouse | 15 ter place du Salin               | 43° 35′ 42″ nord, 1° 26′ 41″ est | « PA00094643 » | Classé MH  | 1990 | Temple du Salin            |

### Culteorthodoxe
| Église                                | Adresse                       | Coordonnées                      | Notice | Protection | Date | Illustration                          |
| ------------------------------------- | ----------------------------- | -------------------------------- | ------ | ---------- | ---- | ------------------------------------- |
| Église orthodoxe russe Saint-Nicolas  | 302 avenue de Grande-Bretagne | 43° 36′ 16″ nord, 1° 24′ 19″ est |        |            |      | Église orthodoxe russe Saint-Nicolas  |
| Église orthodoxe serbe Saint-Saturnin | 108 avenue de Lavaur          | 43° 37′ 19″ nord, 1° 27′ 52″ est |        |            |      | Église orthodoxe serbe Saint-Saturnin |

### Autres cultes chrétiens
| Nom                                                              | Adresse                  | Coordonnées                      | Notice | Protection | Date | Illustration               |
| ---------------------------------------------------------------- | ------------------------ | -------------------------------- | ------ | ---------- | ---- | -------------------------- |
| Chapelle Sainte-Rita                                             | 17 avenue Jules-Julien   | 43° 34′ 26″ nord, 1° 27′ 06″ est |        |            |      | Chapelle Sainte-Rita       |
| Salle du royaume des témoins de Jéhovah                          | 1 rue Raymond-Lizop      | 43° 34′ 03″ nord, 1° 24′ 00″ est |        |            |      | Image manquante Téléverser |
| Salle du royaume des témoins de Jéhovah                          | 8 chemin Carrosse        | 43° 34′ 25″ nord, 1° 28′ 52″ est |        |            |      | Image manquante Téléverser |
| Salle du royaume des témoins de Jéhovah                          | 10 impasse de Borderouge | 43° 38′ 37″ nord, 1° 27′ 15″ est |        |            |      | Image manquante Téléverser |
| Salle du royaume des témoins de Jéhovah                          | 5 impasse Bara           | 43° 35′ 53″ nord, 1° 25′ 21″ est |        |            |      | Image manquante Téléverser |
| Église du Christ, scientiste (Science chrétienne)                | 57 rue des Fontaines     | 43° 36′ 02″ nord, 1° 25′ 25″ est |        |            |      | Image manquante Téléverser |
| Temple du culte antoiniste                                       | 14 rue de Cherbourg      | 43° 35′ 35″ nord, 1° 25′ 47″ est |        |            |      | Temple du culte antoiniste |
| Temple de l'Église de Jésus-Christ des saints des derniers jours | 10 avenue de Lavaur      | 43° 37′ 15″ nord, 1° 27′ 31″ est |        |            |      | Image manquante Téléverser |

## Islam
| Mosquée                    | Commune  | Adresse                    | Coordonnées                      | Notice | Protection | Date | Illustration               |
| -------------------------- | -------- | -------------------------- | -------------------------------- | ------ | ---------- | ---- | -------------------------- |
| Mosquée al-Fath            | Toulouse | 64 chemin des Izards       | 43° 38′ 30″ nord, 1° 26′ 41″ est |        |            |      | Image manquante Téléverser |
| Mosquée As-Salam           | Toulouse | 1 impasse de Londres       | 43° 34′ 07″ nord, 1° 24′ 34″ est |        |            |      | Image manquante Téléverser |
| Mosquée En-Nour            | Toulouse | 21 rue Gramat              | 43° 36′ 35″ nord, 1° 26′ 25″ est |        |            |      | Image manquante Téléverser |
| Grande mosquée             | Toulouse | 56 rue Jean-Lebas          | 43° 34′ 28″ nord, 1° 26′ 19″ est |        |            |      | Image manquante Téléverser |
| Mosquée du Mirail          | Toulouse | 1 place Édouard-Bouillière | 43° 34′ 01″ nord, 1° 23′ 40″ est |        |            |      | Image manquante Téléverser |
| Mosquée Rahma              | Toulouse | 59 rue de la Faourette     | 43° 34′ 49″ nord, 1° 24′ 58″ est |        |            |      | Image manquante Téléverser |
| Mosquée turque de Reynerie | Toulouse | 4 rue Émile-Baudot         | 43° 34′ 20″ nord, 1° 24′ 32″ est |        |            |      | Image manquante Téléverser |

## Judaïsme
| Synagogue                                 | Adresse                    | Coordonnées                      | Notice | Protection | Date | Illustration               |
| ----------------------------------------- | -------------------------- | -------------------------------- | ------ | ---------- | ---- | -------------------------- |
| Synagogue Adath Yéchouroun - Adath Israël | 17 rue d'Alsace-Lorraine   | 43° 36′ 05″ nord, 1° 26′ 44″ est |        |            |      | Image manquante Téléverser |
| Synagogue Chaaré Emeth                    | 35 rue Rembrandt           | 43° 35′ 10″ nord, 1° 24′ 22″ est |        |            |      | Synagogue Chaaré Emeth     |
| Synagogue Hékhal David                    | 2 place Pierre-Paul-Riquet | à géolocaliser                   |        |            |      | Image manquante Téléverser |
| Synagogue Michkan Nessim – Ohr Torah      | 33 rue Jules-Dalou         | 43° 37′ 19″ nord, 1° 27′ 42″ est |        |            |      | Image manquante Téléverser |
| Synagogue Palaprat                        | 2 rue Jean-Palaprat        | 43° 36′ 16″ nord, 1° 27′ 09″ est |        |            |      | Synagogue Palaprat         |
| Synagogue Téfila Le Moshé – Gan Rachi     | 8 impasse Suzanne-Lenglen  | à géolocaliser                   |        |            |      | Image manquante Téléverser |

## Bouddhisme
| Temple                    | Adresse       | Coordonnées                      | Notice | Protection | Date | Illustration               |
| ------------------------- | ------------- | -------------------------------- | ------ | ---------- | ---- | -------------------------- |
| Temple laotien Wat Savang | 1 rue Vendôme | 43° 34′ 07″ nord, 1° 24′ 47″ est |        |            |      | Image manquante Téléverser |